# جون أندرو يونغ
جون أندرو يونغ (بالإنجليزية: John Andrew Young)‏ هو محامي وقاضي وسياسي أمريكي، ولد في 10 نوفمبر 1916 في الولايات المتحدة، وتوفي في 22 يناير 2002 في نفس البلد. حزبياً، نشط في الحزب الديمقراطي. وقد انتخب عضو مجلس النواب الأمريكي.